# Schreckzeit
Als Schreckzeit wird der Zeitraum vor der Reaktionszeit bezeichnet. Reaktion ist nach Sigmund Exner (1846–1926) die auf einen Reiz folgende, zweckgerichtete Verhaltensänderung. Der Schreck ist nicht zweckgerichtet.
Eine definierte Dauer der Schreckzeit kann nicht angegeben werden, sondern ist äußerst subjektiv, z. B. wenn bei einem Wildwechsel in der Nacht ein Reh auf die Straße springt. Die Schreck- (und auch die Reaktionszeit) kann sich bei Übermüdung, Unaufmerksamkeit oder durch Alkoholkonsum erhöhen, sie kann durch geistige Vorbereitung, Bremsbereitschaft und Ähnliches verringert werden. Bei erwarteten Ereignissen – wie der Beobachtung eines Sterndurchgangs durch ein Fadennetz oder im Kampfsport – kann sie je nach Typ und momentaner Verfassung herabgedrückt werden. Bei einer Schreckzeit ist das Aussetzen des Herzschlags kurzfristig möglich.
Bei unerwartet auftretenden Ereignissen ist dem Fahrer eine Schreckzeit zuzugestehen, falls ihm nicht vorzuhalten ist, dass ihn das Ereignis erwarteterweise trifft (BGH VersR 1958, 61; 1959, 455; 1962, 165; 1969, 162; VRS 23, 375). Die Schreckzeit hängt dabei von  den Umständen des Einzelfalls ab (vgl. hierzu Engels DAR 1982, 360; Spiegel DAR 1982, 366). In der Regel wird es sich nur um den Bruchteil einer Sekunde handeln, die vielfach gebrauchte Bezeichnung Schrecksekunde ist also irreführend.